# Alta Floresta
Alta Floresta – miasto w Brazylii, w stanie Mato Grosso. Liczy 47 281 mieszkańców (2006). W mieście znajduje się port lotniczy Alta Floresta.

## Miasta partnerskie
- Carlinda, Brazylia
- Paranaíta, Brazylia
- São Paulo, Brazylia